# Power Is Power
Power Is Power è un singolo della cantautrice statunitense SZA, del cantante canadese The Weeknd e del rapper statunitense Travis Scott, pubblicato il 18 aprile 2019 come primo estratto dalla colonna sonora della serie televisiva Il Trono di Spade.

## Video musicale
Il videoclip, diretto da Anthony Mandler, è stato reso disponibile il 5 maggio 2019.

## Successo commerciale
Nella settimana del 2 maggio 2019 Power Is Power ha debuttato alla 49ª posizione della Official Singles Chart britannica grazie a 10 499 unità, diventando l'ottavo ingresso di SZA, il trentatreesimo di The Weeknd e il quindicesimo di Travis Scott nel paese.

## Classifiche
| Classifica (2019) | Posizione massima |
| ----------------- | ----------------- |
| Australia         | 30                |
| Belgio (Fiandre)  | 10                |
| Belgio (Vallonia) | 9                 |
| Canada            | 49                |
| Irlanda           | 31                |
| Lettonia          | 23                |
| Lituania          | 13                |
| Norvegia          | 33                |
| Portogallo        | 64                |
| Regno Unito       | 45                |
| Stati Uniti       | 90                |
| Svezia            | 41                |
| Svizzera          | 67                |
| Ucraina           | 6                 |